# In meinem Himmel
In meinem Himmel (Originaltitel The Lovely Bones) ist ein US-amerikanisches Fantasy-Filmdrama des Regisseurs Peter Jackson aus dem Jahr 2009. Das Drehbuch beruht auf dem gleichnamigen Roman von Alice Sebold. Der Film startete am 18. Februar 2010 in den deutschen Kinos.

## Handlung
Die 14-jährige Susie Salmon wohnt mit ihren Eltern Jack und Abigail, ihrer Schwester Lindsey und ihrem Bruder Buckley in den 1970er Jahren in Norristown. Eines Tages verschluckt sich ihr Bruder im Garten und droht, zu ersticken. Susie fährt ihn sofort mit dem Auto zum Krankenhaus. Ihrem Bruder ist nichts Schlimmeres passiert, und er erholt sich wieder schnell. Ihre Oma Lynn sagt ihr, dass in der buddhistischen Religion jemand, der ein Leben gerettet hat, selber ein langes und frohes Leben haben wird. Nach der Schule steckt Ray, ein Junge, den Susie sehr mag, ihr einen Notizzettel zu. Auf dem Heimweg, der quer über ein Maisfeld führt, bläst ein Windstoß den Zettel fort, und er landet direkt vor den Füßen ihres Nachbarn George Harvey. Dieser versucht erfolglos, den Zettel zu fangen, und lockt Susie daraufhin unter einem Vorwand in einen unterirdischen Bunker. Susie bekommt Angst und möchte den Bunker verlassen, aber Harvey lässt sie nicht. Sie versucht, über eine Leiter zu flüchten. Als er sie an den Beinen fassen will, schlägt sie ihm mit dem Ellbogen ins Gesicht und rennt davon.
Währenddessen beginnen Susies Eltern, nach ihr zu suchen. Susie rennt nach Hause. Auf dem Weg läuft sie an Ruth vorbei, die auch den Zettel von Ray findet. Zu Hause findet Susie das Haus leer vor. Sie hört ihre Mutter reden und geht ins obere Stockwerk. Dort findet sie jedoch Harvey in der Badewanne. Überall sieht sie nur mit Erde verschmutzte Kleidung und Blut, am Waschbecken hängt ihr Armband. Ihr wird bewusst, dass Harvey sie getötet hat.
Die Polizei entdeckt Susies Mütze halb vergraben auf dem Feld. Bei der Untersuchung des zum Einsturz gebrachten Bunkers wird sehr viel Blut gefunden, und die Tatsache, dass Susie ermordet wurde, bestätigt sich. Ihre Leiche wird jedoch nicht gefunden. Detective Fenerman befragt die Nachbarn, und Susies Vater Jack beginnt, Ermittlungen anzustellen. Harvey wird ebenfalls von der Polizei befragt; ein Verdachtsmoment gegen Harvey gibt es jedoch nicht. Ihr Bruder Buckley meint indes, Susie in der Zwischenwelt zu sehen, und auch ihr Vater glaubt, ihre Anwesenheit zu spüren.
In der Zwischenwelt trifft Susie auf ein Mädchen, das sich Holly Golightly nennt. Sie werden Freunde, und Holly lädt Susie ein, mit ihr zu kommen. Diese möchte jedoch bei ihrer Familie bleiben. Holly sagt Susie, dass sie aufhören müsse, ihre Familie zu beobachten, aber Susie kann sich nicht losreißen.
Jack Salmon hört nicht auf, nach einem Täter zu suchen, und beschuldigt scheinbar wahllos Personen, die er für verdächtig hält. Seine Frau treibt er damit an den Rand des Wahnsinns, da sie dadurch ständig an den Tod ihrer Tochter erinnert wird. Als sie dem Druck nicht mehr standhalten kann, versucht sie, vor ihren Gefühlen zu fliehen, indem sie ihre Familie verlässt und eine Arbeit auf einer weit entfernten Obstplantage annimmt. Von dort aus schreibt sie jedoch regelmäßig ihrer Tochter Lindsey.
Inzwischen wächst in Harvey wieder die „Leere“, die ihn dazu bringt, sich nach einem neuen Opfer umzusehen. Er hat sich Lindsey ausgesucht, da diese ihm schon seit Längerem misstraut. Lindsey fühlt sich zu Recht beobachtet, hat jedoch nichts Konkretes in der Hand. Harvey beginnt, die Tat zu planen, und baut ein Jagdversteck aus Holz. Jack, der nach Susies Verschwinden jeden Monat einen ihrer 24 Fotofilme entwickeln lässt, findet beim letzten Film Bilder mit dem Rosenstrauch von Harvey. Er hilft Harvey beim Jagdversteck aus einem Gefühl heraus und erkennt aufgrund einer scheinbaren Nachricht von Susie und dem Verhalten Harveys, dass es wohl Harvey war, der Susie umgebracht hat.
Kurz darauf folgt Jack Salmon, mit einem Baseballschläger bewaffnet, Harvey nachts in ein Maisfeld. Dort ruft Jack nach Harvey und stößt mit Susies Freundin Clarissa zusammen. Deren Freund Brian glaubt, dass Jack sie verfolgt hatte, und verprügelt ihn am Boden liegend so stark, so dass er schwer verletzt ins Krankenhaus gebracht werden muss.
Susie, die ihren Vater beobachtet hatte, ist schockiert. Sie erkennt, dass es ihr Wille ist, der ihren Vater dazu drängt, den Mörder zu suchen, und der ihre Familie davon abhält, sie loszulassen. In ihrem Himmel durchschreitet sie eine Tür, vor der sie sich stets gefürchtet hatte. Dahinter erfährt sie, dass es noch andere Opfer gibt, die alle von Harvey getötet wurden, und dass auch Holly zu ihnen gehört. Sie sieht, dass Harvey ihren eigenen Körper in einem Safe in seinem Keller versteckt hat.
Jack Salmon und seine Tochter Lindsey sind sich mittlerweile einig in ihrer Vermutung, dass Harvey Susie umgebracht hat. Auf der Suche nach Beweisen bricht Lindsey in Harveys Haus ein. Unter einem losen Dielenbrett im Fußboden des Schlafzimmers findet sie ein Notizbuch. Darin entdeckt Lindsey Haare von Susie, Zeichnungen und eine Beschreibung des Bunkers und der Tat selbst. In diesem Moment kommt Harvey jedoch zurück nach Hause. Lindsey hört etwas und blättert leise weiter in dem Buch, während Harvey die Einbruchsspuren entdeckt. Als sie das Dielenbrett äußerst behutsam schließt, macht es ein Geräusch, das Harvey im Keller noch hört. Er läuft nach oben und Lindsey versucht sofort, zu fliehen, und sie kann gerade noch durch ein Fenster entkommen. Während Harvey in aller Eile ein paar Sachen zusammenpackt, rennt sie mit dem Notizbuch unter dem Arm nach Hause und ruft nach ihrem Vater. Dort trifft sie auf ihre Mutter, die just zurückgekehrt ist. Jack und Abigail versöhnen sich. Schließlich entschließt sich Lindsey dazu, das Notizbuch ihrer Großmutter zu geben, die die Polizei verständigt. Harvey flieht inzwischen und fährt mit dem Safe zu einem Schlundloch, welches als Müllhalde verwendet wird.
Ruth beobachtet Harvey, wie er den Safe, in dem sich Susies Leiche befindet, zum Schlundloch schleppt. Im Fenster sieht sie auf einmal Susie, die auf sie zukommt, und wird bewusstlos. Ray eilt Ruth zu Hilfe, die sich plötzlich in Susie verwandelt. Ray und Susie küssen sich. Danach kehrt Susie zurück in ihren Himmel. Harvey entsorgt derweil den Safe ungehindert im Loch, welches kurz darauf mit Erde zugeschüttet wird.
Einige Zeit später, im Winter, beobachtet Susie, wie Harvey eine junge Frau vor einem Restaurant anspricht und versucht, sie in sein Auto zu locken. Die Frau weist ihn jedoch entschieden zurück. Ein großer Eiszapfen fällt herab und trifft Harvey an der Schulter. Er stolpert, stürzt rückwärts über eine Klippe und stirbt.
Susie sieht, dass Lindsey und ihr Freund Samuel heiraten und ein Kind erwarten. Sie sieht, dass ihre Mutter wieder ihr Zimmer betreten kann und dass ihre Familie die Trauer langsam überwindet. Der Film endet damit, dass Susie allen ein langes und glückliches Leben wünscht.

## Synchronisation
| Rolle           | Darsteller                                    | Synchronsprecher             |
| --------------- | --------------------------------------------- | ---------------------------- |
| Susie Salmon    | Evelyn Lennon (Kind) Saoirse Ronan (Teenager) | Stella Sommerfeld (Teenager) |
| Jack Salmon     | Mark Wahlberg                                 | Oliver Mink                  |
| Abigail Salmon  | Rachel Weisz                                  | Claudia Lössl                |
| George Harvey   | Stanley Tucci                                 | Jacques Breuer               |
| Grandma Lynn    | Susan Sarandon                                | Kerstin Sanders-Dornseif     |
| Brian Nelson    | Jake Abel                                     | Patrick Roche                |
| Lindsey Salmon  | Rose McIver                                   | Maren Rainer                 |
| Holly           | Nikki SooHoo                                  | Gabrielle Pietermann         |
| Ray Singh       | Reece Ritchie                                 | Tim Schwarzmaier             |
| Clarissa        | Amanda Michalka                               | Katharina Iacobescu          |
| Len Fenerman    | Michael Imperioli                             | Torben Liebrecht             |
| Caden           | Thomas McCarthy                               |                              |
| Ruth            | Carolyn Dando                                 | Malika Bayerwaltes           |
| Samuel Heckler  | Andrew James Allen                            |                              |
| Mrs. Singh      | Anna Georges                                  |                              |
| Flora Hernandez | Stefania LaVie Owen                           |                              |
| Buckley Salmon  | Christian Thomas Ashdale                      | Lenny Peteanu                |

## Kritiken
„Die manipulative Kraft Jacksons ist beeindruckend, doch es sind weitestgehend leere Emotionen, die er in Werbeästhetik verkauft. Das ist vor allen Dingen deshalb schade, da er eine Fülle an sehr fähigen Mimen hat, die mit aller Kraft versuchen, ihren Rollen ein Gesicht zu geben. […] Nimmt man den Film szenisch auseinander, so ergibt sich eine Kette an treffsicher komponierten Elementen, die umgehend vermögen, Stimmung zu erzeugen, denn handwerklich ist In meinem Himmel, sieht man von den überbordenden Effekten ab, gelungen. Sein Grundton ähnelt jedoch dem eines Esoterikseminars.“

„Mit diesem bewegenden Mix aus Suspense, Drama und fantastischer Poesie gelingt Peter Jackson mit ‚In meinem Himmel‘ ein kleines Meisterwerk.“

„Eine spannende, geradlinig, aber durchaus sensibel erzählte Story, opulenten Digitalzauber in der Zwischenwelt, einen Ton, der trotz Düsternis Humor und Hoffnung zulässt, und ein starkes Ensemble, in dem Saoirse Ronan als Susie ihr großes, mit einer Oscar-Nominierung belohntes Versprechen aus ‚Abbitte‘, einlöst.“

„Anstatt sich auf die Schwierigkeiten des Abschiednehmens und auf die Entwicklungen der Figuren zu konzentrieren, wie es Alice Sebold in der gleichnamigen literarischen Vorlage (2002) tut, verwandelt Jackson das Familiendrama in einen Fantasy-Thriller, der ständig in Aktion und Effekte flüchtet, wenn es zwischenmenschlich kompliziert und unangenehm werden könnte, und dabei abrupte Tonfallsprünge zwischen Komik, Sentiment und Spannung hinlegt.“

„Durch den Fokus auf das Märchenhaft-Paradiesische des Himmelreiches verliert die Trauer der Familie auf Erden an Bedeutung; Jackson begnügt sich damit, die Suche nach dem Mörder in den Vordergrund zu stellen, die sich für den Zuschauer bereits zu Beginn des Trailers aufgelöst hat. Das Besondere des Romans, welcher das Auseinanderbrechen einer einst glücklichen Familie skizziert, geht somit verloren, und das Visuelle vermag es nicht auszugleichen.“

„Mischung aus Familiendrama und Mystery-Thriller, die in den ans Thriller-Genre angelehnten Passagen überzeugt, während sie am Umgang mit dem Tod und der klischeebelasteten, zwischen Kitsch und Surrealismus angesiedelten Darstellung der jenseitigen Welt scheitert.“

## Auszeichnungen und Nominierungen
| Preis                                                   | Kategorie                    | Nominiert        | Ergebnis    |
| ------------------------------------------------------- | ---------------------------- | ---------------- | ----------- |
| Golden Globe Awards 2010                                | Bester Nebendarsteller       | Stanley Tucci    | Nominierung |
| Screen Actors Guild Awards 2010                         | Bester Nebendarsteller       | Stanley Tucci    | Nominierung |
| 2009 Washington DC Area Film Critics Association Awards | Bester Nebendarsteller       | Stanley Tucci    | Nominierung |
| 2009 Washington DC Area Film Critics Association Awards | Beste Art Direction          | In meinem Himmel | Nominierung |
| 2009 Broadcast Film Critics Association Awards          | Bester Nachwuchsschauspieler | Saoirse Ronan    | Gewonnen    |
| 2009 Broadcast Film Critics Association Awards          | Beste Hauptdarstellerin      | Saoirse Ronan    | Nominierung |
| 2009 Broadcast Film Critics Association Awards          | Bester Nebendarsteller       | Stanley Tucci    | Nominierung |
| 2009 Broadcast Film Critics Association Awards          | Beste Art Direction          | In meinem Himmel | Nominierung |
| 2009 Broadcast Film Critics Association Awards          | Beste Kamera                 | In meinem Himmel | Nominierung |
| 2009 Broadcast Film Critics Association Awards          | Beste Visuelle Effekte       | In meinem Himmel | Nominierung |
| British Academy Film Awards 2010                        | Beste Hauptdarstellerin      | Saoirse Ronan    | Nominierung |
| British Academy Film Awards 2010                        | Bester Nebendarsteller       | Stanley Tucci    | Nominierung |
| Oscar-Verleihung 2010                                   | Bester Nebendarsteller       | Stanley Tucci    | Nominierung |

## Drehorte
- Die Strandszenen wurden am Wharariki Beach auf der neuseeländischen Südinsel gedreht. Die markante Silhouette der Archway Islands kann man auf Fotos zur offiziellen Filmseite wiedererkennen.

## Sonstiges
- In einer Szene ist Susie Salmon in einem Buchladen zu sehen; auf der Scheibe im Vordergrund klebt ein Werbeplakat für J. R. R. Tolkiens Der-Herr-der-Ringe-Bücher, bei deren Verfilmung ebenfalls Peter Jackson Regie führte.
- Regisseur Peter Jackson ist für einen kurzen Moment im Kodak-Foto-Shop zu sehen. Er hält eine Filmkamera in der Hand.
- In dem Film wird das Lied Song to the Siren in der Version von This Mortal Coil verwendet.
- Die englische Rockband Maybeshewill benannte ihr 2011 erschienenes Album nach der Schlusszeile des Films: I was here for a moment, then I was gone.